# Guettarda viburnoides

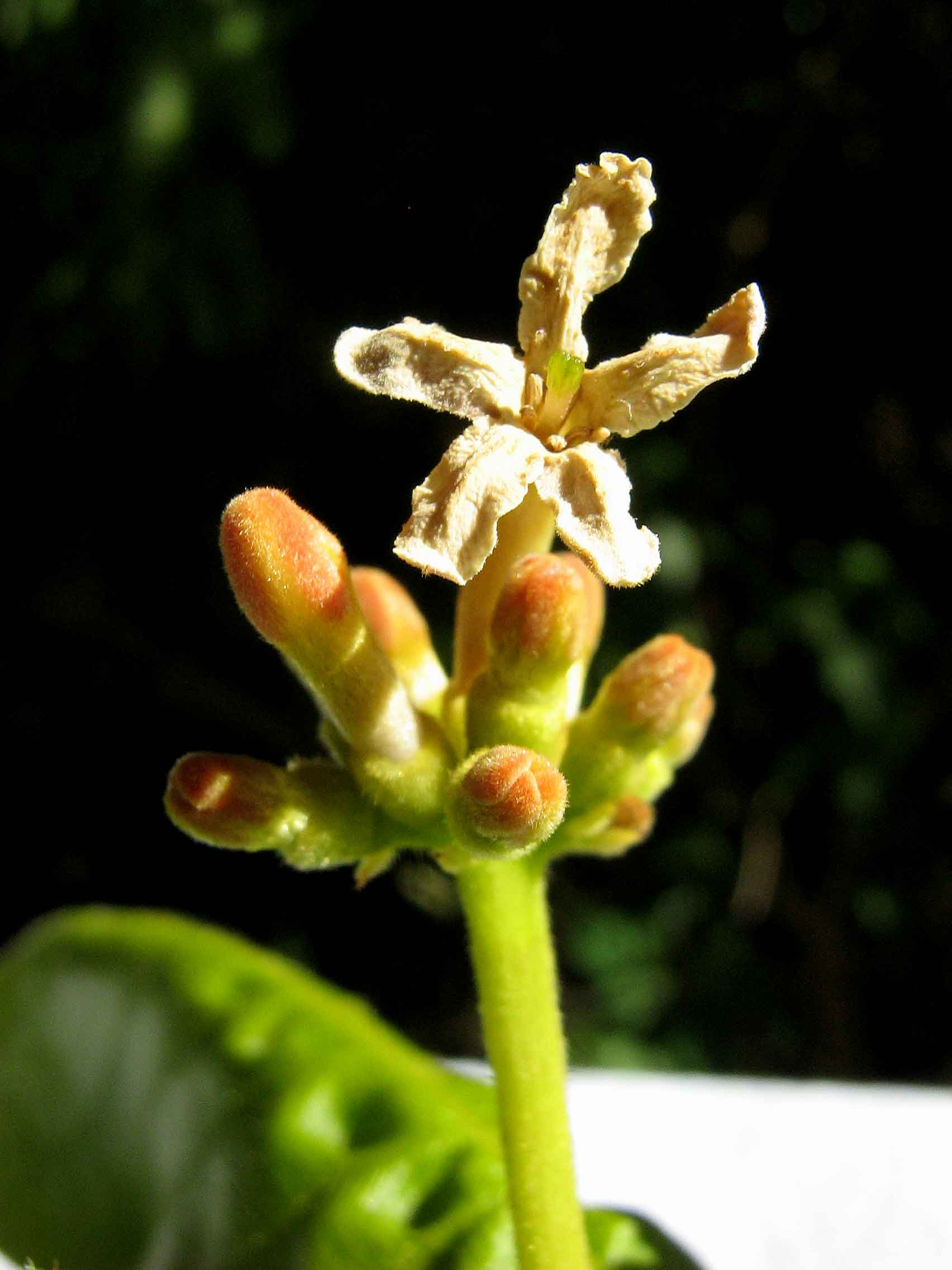
Blüten und Blütenstand

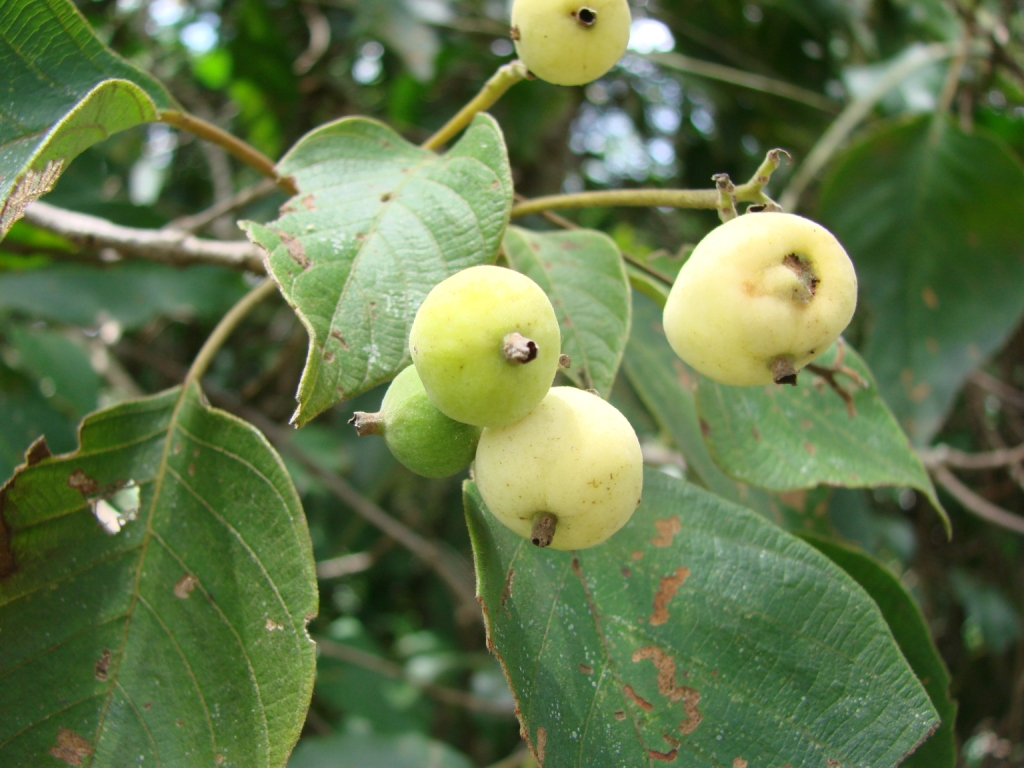
Früchte

Guettarda viburnoides ist eine Pflanzenart in der Familie der Rötegewächse aus Paraguay, Bolivien und Brasilien.

## Beschreibung
Guettarda viburnoides wächst als Strauch oder kleinerer, halbimmergrüner Baum bis etwa 7–8 Meter hoch. Der Stammdurchmesser erreicht etwa 15–20 Zentimeter.
Die einfachen, gestielten und gegenständigen Laubblätter sind weich und leicht ledrig. Der Blattstiel ist bis 8 Zentimeter lang. Die vor allem unterseits seidig behaarten Blätter sind eiförmig bis verkehrt-eiförmig und ganzrandig sowie bis 18 Zentimeter lang und bis 9 Zentimeter breit. Die kleinen Nebenblätter sind früh abfallend.
Es werden achselständige und mehr oder weniger fein behaarte, dichte, zymöse und langstielige Blütenstände gebildet. Der feinhaarige Blütenstandsstiel ist bis 7 Zentimeter lang. Die relativ großen, duftenden, mehr oder weniger fein seidig behaarten und fünfzähligen, zwittrigen, grünlich-weißlichen oder -gelblichen, (fast) sitzenden Blüten besitzen eine doppelte Blütenhülle. Der kurze Blütenbecher ist röhrig mit minimalen Kelchzipfeln, -zähnchen. Die Krone ist stieltellerförmig verwachsen, mit einer bis 3,5–4,5 Zentimeter langen, innen fein behaarten Kronröhre und meist 5 kleineren, bis 1 Zentimeter langen, ausladenden, länglichen sowie abgerundeten Lappen. Es sind meist 5 knapp eingeschlossene Staubblätter mit sehr kurzen Staubfäden im oberen Teil der langen Kronröhre ausgebildet. Der mehrkammerige Fruchtknoten ist unterständig mit einem dicken, langen, zylindrischen und leicht behaarten Griffel mit zweispaltiger, fleischig-kopfiger Narbe. Es ist ein behaarter Diskus vorhanden.
Es werden kleine, hellgelbe, rundliche und kurzhaarige, mehrsamige, etwa 1,5–2,5 Zentimeter große Steinfrüchte mit Kelchresten an der Spitze gebildet. Die mehreren länglichen Steinkerne (Pyrene) sind sehr hart.

## Taxonomie
Guettarda viburnoides wurde 1829 von Adelbert von Chamisso und Diederich Franz Leonhard von Schlechtendal in Linnaea, Vol. 4, S. 182 erstbeschrieben. Synonyme sind z. B. Guettarda platyphylla Müll.Arg. und Matthiola platyphylla (Müll.Arg.) Kuntze. Der Gattungsname ehrt den französischen Arzt und Naturwissenschaftler Jean-Étienne Guettard (1715–1786).

## Verwendung
Die Früchte sind essbar.
Das nicht beständige, relativ weiche und mittelschwere Holz wird nur für kleinere Anwendungen genutzt.